# MC Fioti
MC Fioti, de son vrai nom Leandro Aparecido Ferreira, né le 30 août 1994 à Itapecerica da Serra, dans l'État de São Paulo, au Brésil, est un auteur-compositeur-interprète et producteur de Funk carioca brésilien, principalement connu pour sa chanson Bum Bum Tam Tam, sortie en 2017. En 2022, il sort le titre Shaka Bum en feat. avec Afro Bros, Omar Montes, Oryane.